# Podprůhon

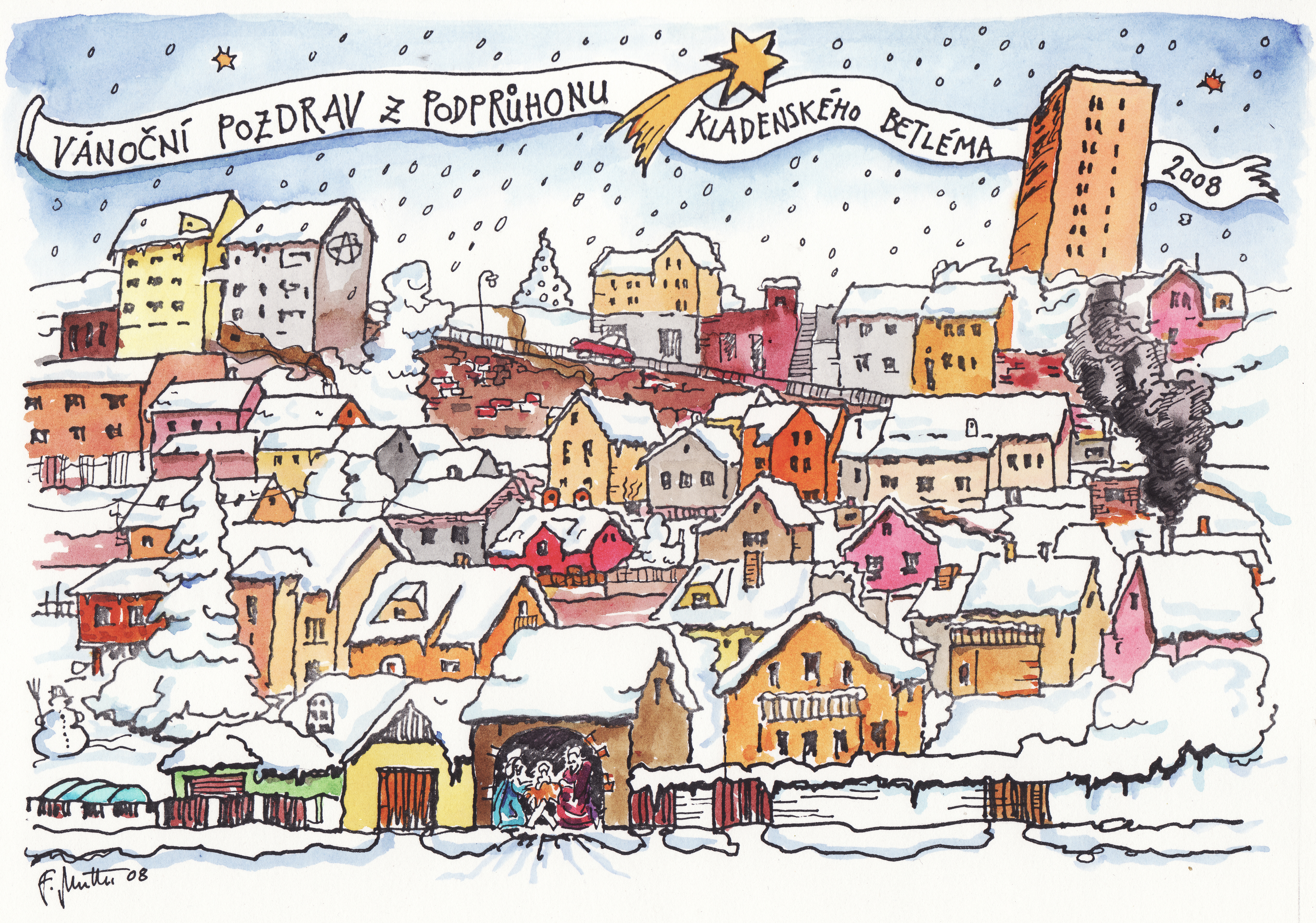
Pohlednice s motivem Podprůhonu jako kladenského betlému

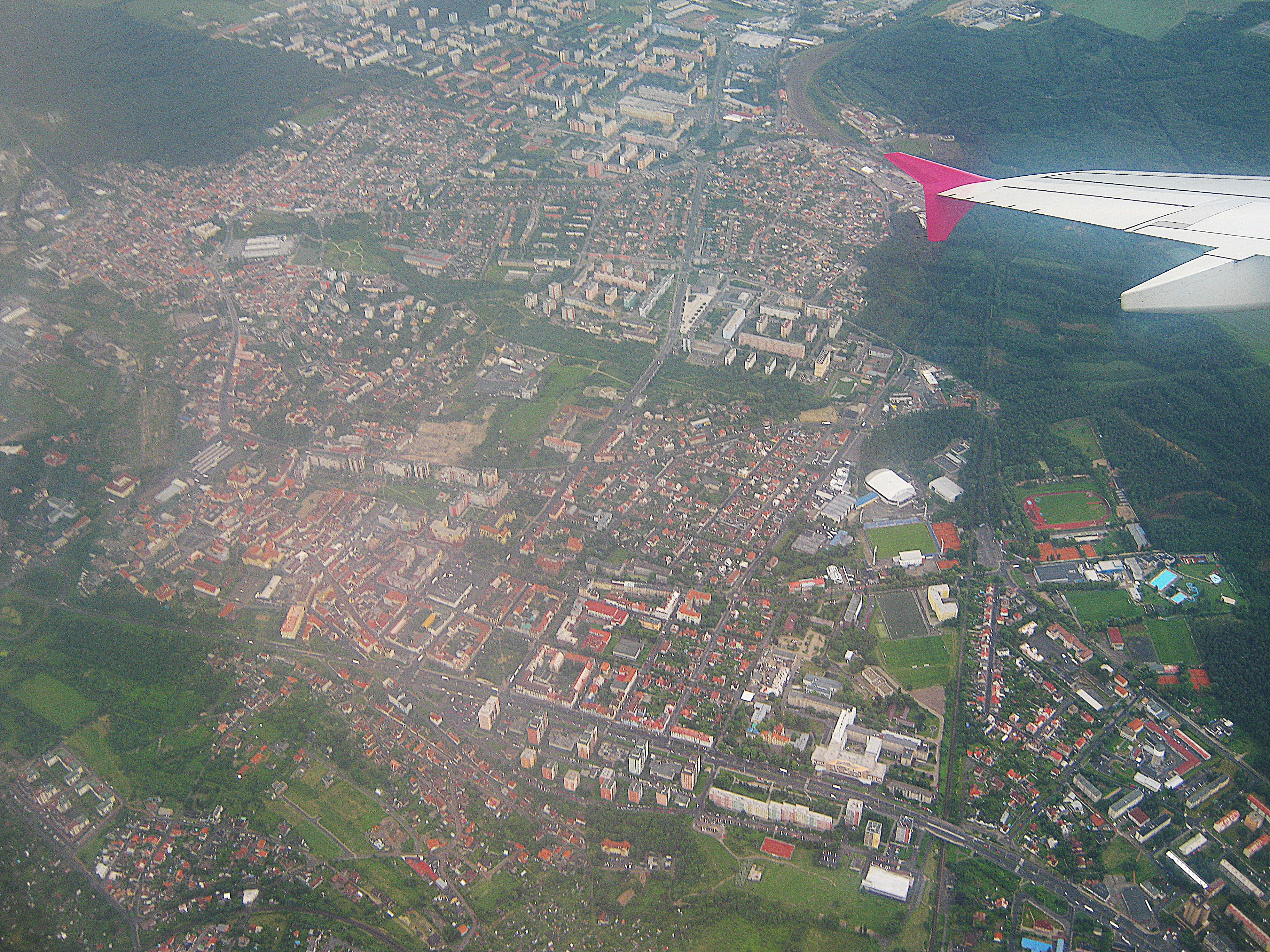
Kladno z letadla ze západu, dole Podprůhon pod náměstím Svobody

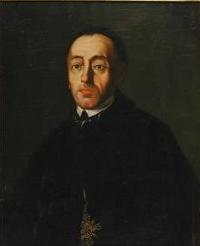
Portrét břevnovského opata Bedřicha Grundmanna

Podprůhon je historická část města Kladna s dělnickými domky, dříve nazývaná také "Podskalí". Nachází se na svahu od Nového Kladna, pod náměstím Svobody směrem k Ostrovci a železniční stanici Kladno-Ostrovec. Spisovatelka Marie Majerová v knize Má vlast píše o Podprůhonu jako o "kladenském betlému", František Stavinoha umístil do Podprůhonu děj své povídkové knihy.

## Historie
Jde o vůbec nejstarší část Kladna. V roce 1769, v době, kdy bylo město majetkem řádu benediktinů, dal opat broumovského a břevnovského kláštera Bedřich Grundtmann svolení k výstavbě osmi domů v tzv. Bukovce. Na severním svahu pod tehdejším Kladnem vznikla rostlá část města z domků s malým dvorkem.
V roce 1864 začíná těžba v dole Průhon, lidově též známém jako "Lesík", těžilo se zde do roku 1891. V roce 1982 uspořádali umělci na zahradě Viktora Stříbrného soukromou výstavu "Setkání v zahradě" na kterou o rok později navázali prvním ročníkem výstavy "Kladenské dvorky".

## Kultura
V Podprůhonu působí od roku 2006 Spolek Podprůhon. Ten je také pořadatelem kulturní akce Kladenské dvorky, při níž jsou každoročně od roku 1983 otevřené desítky dvorků podprůhonských domů a v každém z nich jsou vystavena umělecká díla, večery pak patří koncertům na hřišti Bukovka nebo v restauraci U Jedličků. Mezi stovkami vystavujících výtvarníků se objevili také renomovaní výtvarníci jako například sestry Jitka a Květa Válová, Vladimír Kokolia, Olbram Zoubek, Aleš Veselý, a další. Mezi zakladatele výstavy patří především představitelé výtvarné skupiny Atelier 74 Viktor Stříbrný, Anna Tichá, Václav Frolík, Václav Černý, Jiří Hanke, Josef Vejvoda, Jana Gratzová a František Tomík, Václav Kestřánek, Alois Garamszegi, Miroslav Kubový a další výtvarníci především z Kladna.
V Podprůhonu natočený film (trilogie) "Hvězdy nad Syslím údolím" podle knihy Františka Stavinohy byl dokončený v roce 1986.
Při vernisáži 33. Kladenských dvorků 13. června 2015 byla na základě sbírky Slunce pro Podprůhon odhalena replika plastiky Slunce Viktora Stříbrného. Rada města odsouhlasila pojmenování návsi v křižovatce mezi ulicemi Kolmistrova a V. Burgra jako Náměstíčko Viktora Stříbrného. Kladenský umělecký kovář, malíř a spoluzakladatel Kladenských dvorků bydlel opodál v ulici Komistrova.
4. června 2016 (34. Kladenské dvorky) byla odhalena pamětní deska kladenského prozaika Františka Stavinohy (1928–2006) na domě čp. 214 v Bukovské ulici, který zde žil mezi roky 1975 a 1985, ve své povídkové sbírce Hvězdy nad Syslím údolím z roku 1981 vykreslil postavičky této svérázné čtvrti, desku navrhl grafik František Tomík a zrealizoval ji Spolek Podprůhon za finanční podpory kladenského magistrátu.
Od roku 2017 zdobí opravený záhon naproti hospodě U kulatý báby socha Poletíme III od akademického sochaře Zdeňka Maniny, který má v Podprůhonu ateliér.

### Televize
- Hvězdy nad Syslím údolím (1986)
  - O krásných nožkách Anduly Bláhové (1986)
  - Životní román Mudr. Diany Filipové (1986)
  - Zvláštní případ Josefa Satrana (1986)

### Fotografie
- Jiří Hanke: Lidé z Podprůhonu, sociálně-dokumentární soubor, výstava 1984